# 西佛罗里达共和国
西佛罗里达共和国（英語：Republic of West Florida）是1810年在西佛罗里达地区存在时间很短的一个共和国。当时美国和西班牙在西佛罗里达地位的归属问题上谈判很久，相持不下。同时，美国定居者和英国殖民者在当地反对西班牙的控制，他们在1810年发动起义，建立了西佛罗里达共和国，90天后共和国与美利坚合众国合并，后来成为奥尔良领地和密西西比领地的一部分。